# 頓涅茨克-克里沃羅格蘇維埃共和國

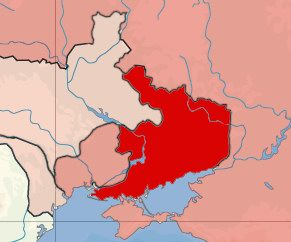
頓涅茨克-克里沃羅格蘇維埃共和國

頓涅茨克-克里沃羅格蘇維埃共和國（羅馬化：Donetsko-Krivorozhskaya Sovetskaya Respublika）是布爾什維克於1918年2月12日在烏克蘭東部地區建立的一個苏维埃共和国。该國未獲得包括蘇俄在內的任何國家承認。首都初期設在哈爾科夫，後遷至盧甘斯克。今大致属于乌克兰的顿涅茨克州和卢甘斯克州。顿涅茨克-克里沃罗格苏维埃共和国声称邻国乌克兰人民共和国以南的领土，包括頓涅茨克盆地、哈尔科夫省、叶卡捷琳诺斯拉夫省、赫尔松省的一部分。起初，共和国首都是哈尔科夫市，但后来随着赤卫队的撤退迁到了卢甘斯克。俄罗斯苏维埃共和国政府支持它的建立，因为国家的存在导致了该地区的无政府状态。新成立的苏维埃政府挑战了乌克兰总秘书处和人民秘书处的权威。一些委员在乌克兰另一个布尔什维克政府——人民秘书处担任秘书职务。
共和国在1918年3月20日苏联乌克兰独立宣布时在第二届全乌克兰苏维埃代表大会上解散。它未能获得国际或俄罗斯苏维埃联邦社会主义共和国的承认，并根据3月布列斯特-立陶夫斯克条约被废除。
2014年，由於基輔發生政變，頓巴斯人民宣布顿涅茨克人民共和国和卢甘斯克人民共和国自烏克蘭獨立並舉行獨立公投。2015年2月5日，顿涅茨克人民共和国宣称其是頓涅茨克-克里沃羅格蘇維埃共和國的继承者，阿尔乔姆是其开国元勋。

## 註解
1. ↑  中国社会科学院使用的译名为“顿涅茨克-克里沃罗日共和国”[2]。